# جيمس فريدريك إميري
جيمس فريدريك إميري (بالإنجليزية: James Frederick Emery)‏ هو سياسي بريطاني (وحمل سابقاً جنسية المملكة المتحدة لبريطانيا العظمى وأيرلندا)، ولد في 1886، وتوفي في 1983. في الانتخابات العامة في المملكة المتحدة 1935 ‏، انتخب عضو برلمان المملكة المتحدة الـ37 عن دائرة Salford West (UK Parliament constituency) ‏ (14 نوفمبر 1935 – 15 يونيو 1945).